# Lars Svensk
Lars Olof Svensk, född 31 augusti 1947 i Söderfors församling, Uppsala län, är en svensk politiker (kristdemokrat), som mellan valet 1991 och valet 1994 var riksdagsledamot för Uppsala läns valkrets. I riksdagen var Lars Svensk suppleant i arbetsmarknadsutskottet och ledamot i trafikutskottet. Till yrket är Lars Svensk ingenjör.